# Yasser Ibrahim
Yasser Ibrahim (tiếng Ả Rập: ياسر إبراهيم) (sinh ngày 10 tháng 2 năm 1992) là một cầu thủ bóng đá người Ai Cập hiện tại thi đấu cho Smouha ở vị trí hậu vệ.

## Danh hiệu

### Câu lạc bộ
Zamalek SC
- Cúp bóng đá Ai Cập (1): 2014